# سنتز سولوترمال

نمودار شماتیک تنظیم سنتز سلوترمی: (۱) اتوکلاو از جنس استنلس استیل (۲) محلول پیش ساز (۳) آستر تفلون (۴) درب فولاد ضدزنگ (۵) فنر

سنتز سلووترمال روشی برای تولید ترکیبات شیمیایی است. این روش بسیار شبیه به مسیر هیدروترمال است (جایی که سنتز در اتوکلاو از جنس استیل ضدزنگ انجام می‌شود)، تنها تفاوت در این است که محلول پیش ماده معمولاً غیر آبی است. استفاده از مسیر سلووترمال به نوعی مزایای هر دو روش  سل-ژل و روش سنتز گرمابی را توامان داراست. بنابراین ، سنتز سلووترمی امکان کنترل دقیق اندازه، توزیع شکل و تبلور نانوذرات اکسید فلز یا محصولات ساختار نانو را فراهم می‌کند. این خصوصیات را می‌توان با تغییر برخی از پارامترهای آزمایشی، از جمله دمای واکنش، زمان واکنش، نوع حلال، نوع سورفاکتانت و نوع پیش ساز تغییر داد.
از سنتز سلووترمال در آزمایشگاه برای ساخت دی‌اکسید تیتانیوم ساختار نانو، گرافن، کره کربن، کالکوژنیدها و سایر مواد استفاده شده‌است.